# Leurozancla humilis
Leurozancla humilis är en fjärilsart som beskrevs av Turner 1933. Leurozancla humilis ingår i släktet Leurozancla och familjen stävmalar. Inga underarter finns listade i Catalogue of Life.